# 지사

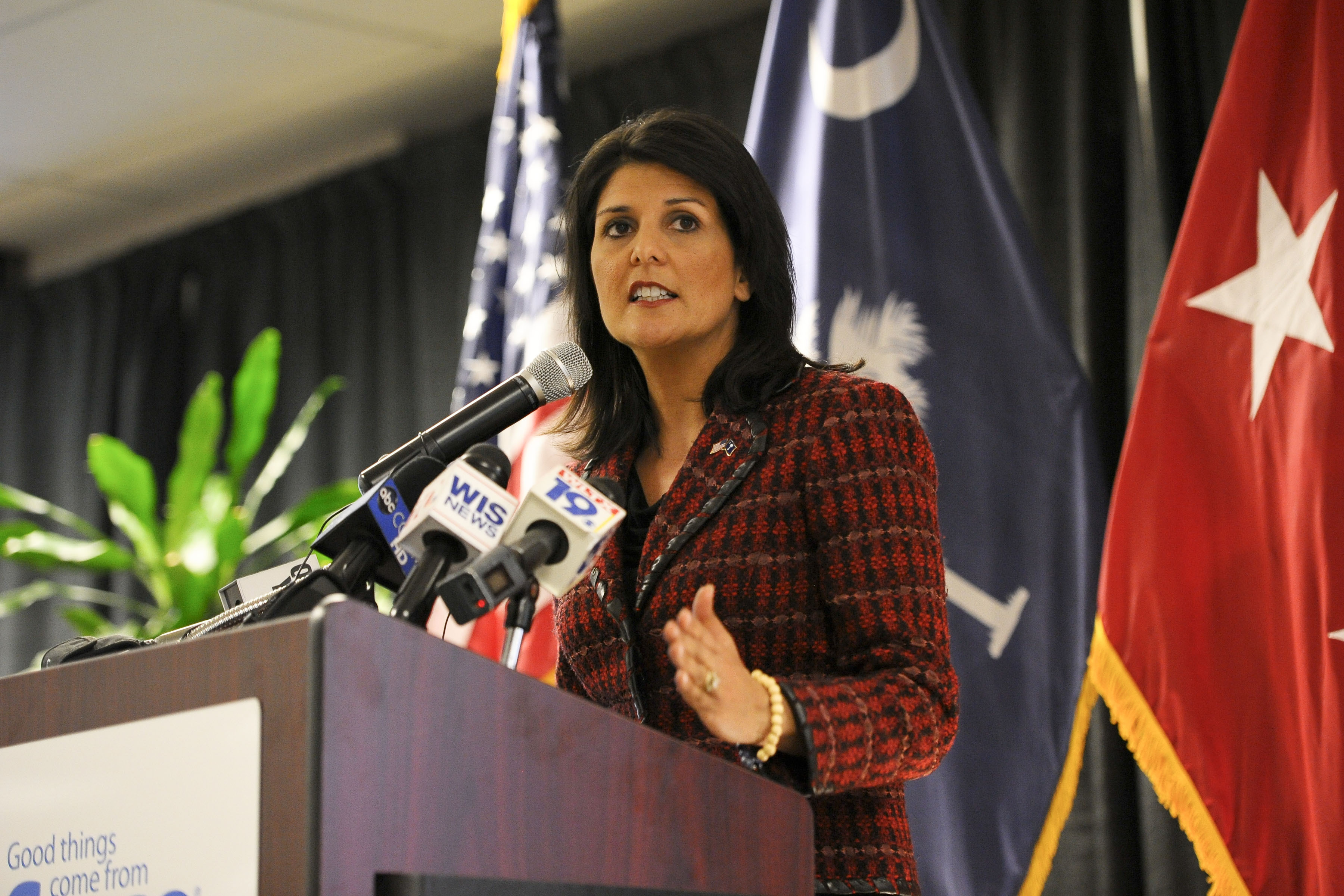

지사(知事, 영어: governor)는 지방자치단체의 수장을 말한다.

## 한국

### 고려시대 지사 관직
각 도(道)의 도통사(都統使) 밑에 딸렸던 5∼6품 벼슬이었다. 품계는 일정치 않았고, 소속 관부에 따라 지성사·지원사·지부사·지사사·지관사 등으로 부르기도 하였다. 정원은 보통 1명으로 1116년(고려 예종 11) 첨사부의 지사가 혁파되고, 서경의 분사태사국(分司太史局)과 전례사(典禮司)에 지사가 새로 설치되었으나 1136년(고려 인종 14) 지서경유수사와 함께 폐지되었다. 1277년 태자첨사부(太子詹事府)가 설치되고 속관으로 지사를 신설하였다. 1298년 충선왕 즉위 후 관제개편 때 4사(전리사·군부사·판도사·전법사)가 6조(병조·민조·형조·의조·공조·전조)로, 감찰사가 사헌부로 바뀌면서 지사직은 폐지되었다. 그러나 충선왕의 퇴위로 곧바로 복구되면서 지사의 정원이 2명으로 늘었다. 1308년 충선왕이 복위하자 관제는 또다시 수차례 변화를 겪으면서 지사의 설치와 폐지가 거듭 반복되었다. 또 공민왕 때는 내시부에 정3품 정원 1명의 지사를 설치하였는데, 우왕 때 폐지되기도 하였다.

### 조선시대 지사 관직
돈령부(敦寧府)·의금부(義禁府)·경연(經筵)·성균관(成均館)·춘추관(春秋館)·중추부(中樞府)·훈련원(訓鍊院)의 종2품 벼슬로, 모두 겸직이었다. 이 밖에 1894년의 갑오개혁 이후 칙임관(勅任官) 벼슬의 돈령원지사(敦寧院知事)·평리원지사(平理院知事), 주임관(奏任官) 벼슬의 지서사(知署事)가 있었다. 지사 직함을 표기할 때에는 고려 때와 마찬가지로 가운데에 그 관서의 이름을 적고, 머리와 끝에 '知(지)'와 '事(사)'를 나누어 적는다. 예를 들면 지중추부사(知中樞府事), 지단양군사(知丹陽郡事) 등이다.

### 조선시대 도지사 대응 관직
조선시대 각 도(道)의 행정을 책임지는 최고 관직은 종2품 관찰사였다. 이 직함은 1466년(세조 12년)에 확립된 것이며, 그 이전에는 안렴사(按廉使), 도관찰출척사(都觀察黜陟使) 등으로 불렸다.

### 일제 강점기 도지사 관직
한일 병합 조약에 의해 강제로 일본에 병합된 이후 조선총독부는 1910년 10월 2일부로 조선 13도의 관찰사를 도장관(道長官)으로 명칭을 바꿨다가 1919년부터 도지사로 개칭하였다. 당시 일본의 지방 관직 명칭인 부지사(府知事), 현지사(県知事) 단어가 반영된 것이다.

## 미국
- 미국의 주(州)의 수장을 말하며, 흔히 주지사(governor)라고 한다.

## 인도네시아
- 인도네시아의 주(州, 인도네시아어: provinsi 쁘로빈시[*])의 수장을 말하며, 흔히 주지사(인도네시아어: gubernur 구브르누르[*])라고 한다.

## 아시아
- 바레인・이집트・이라크・쿠웨이트・레바논・오만・시리아・예멘・일본의 현(縣)의 장(長)을 말하며, 흔히 현지사(mohafazi)라고 한다.

## 같이 보기
- 베이
- 총독
- 부총독
- 부왕
- 보이보드